# Carl Auteried
Carl Auteried (31 de octubre de 1943) es un deportista austríaco que compitió en vela en la clase Soling. Ganó cuatro medallas en el Campeonato Europeo de Soling entre los años 2001 y 2009.

## Palmarés internacional
| Campeonato Europeo | Campeonato Europeo   | Campeonato Europeo | Campeonato Europeo |
| Año                | Lugar                | Medalla            | Clase              |
| ------------------ | -------------------- | ------------------ | ------------------ |
| 2001               | Attersee (Austria)   | Medalla de bronce  | Soling             |
| 2002               | Castiglione (Italia) | Medalla de oro     | Soling             |
| 2006               | Balatón (Hungría)    | Medalla de bronce  | Soling             |
| 2009               | Iseo (Italia)        | Medalla de plata   | Soling             |